# Bố Hạ
 (janvier 2024).
Bố Hạ est une ville à niveau communal du district de Yen, dans la province de Bắc Giang, au Viêt Nam.